# مقاطعة ييل (أركنساس)
مقاطعة ييل (بالإنجليزية: Yell County)‏ هي إحدى مقاطعات ولاية أركنساس في الولايات المتحدة الأمريكية.

## أعلام
- جيمس إتش ماكبرايد